# Hebesuncus conjungens
Hebesuncus conjungens är en djurart som tillhör fylumet trögkrypare, och som först beskrevs av Thulin 1911.  Hebesuncus conjungens ingår i släktet Hebesuncus och familjen Hypsibiidae. Arten är reproducerande i Sverige. Inga underarter finns listade i Catalogue of Life.